# Ярданги
Ярданги са еолови форми на релефа, възникнали под действието на вятъра, предимно в районите с ариден климат (пустини, полупустини). Те представляват тесни, успоредни и праволинейни бразди, разделени от остри песъчливи или скалисти гребени с височина до няколко метра. Ярдангите винаги са ориентирани по посока на господстващите в района ветрове. Те са най-характерни за централноазиатските пустини, пустинното плато Тибести в Сахара, щата Аризона в САЩ и др. Думата „ярданг“ е с тюркски произход.